# Hirschfeld (Familienname)
Hirschfeld ist ein deutscher Familienname.

## Herkunft und Verbreitung
Herkunft
- # abgeleitet von einem Herkunftsort Hirschfeld

- # erweiterter Vorname von Hirsch zu Hirschfeld in jüdischen Familien in Ostmitteleuropa

Verbreitung
Der Familienname Hirschfeld ist in Deutschland verbreitet, aber auch in den USA und in Argentinien bei Nachkommen von deutschen und jüdischen Einwanderern.

## Schreibvarianten
- Hirshfeld
- Hirszfeld

## Namensträger

### A
- Adolf Birch-Hirschfeld (1849–1917), deutscher Romanist und Literaturwissenschaftler
- Al Hirschfeld (1903–2003), US-amerikanischer Cartoonzeichner
- Alexander Hirschfeld (1892–1974), deutscher Politiker (FDP)
- Alexander Adolf von Hirschfeld (1787–1858), deutscher General
- Anneliese Birch-Hirschfeld, deutsche Historikerin
- Arthur Birch-Hirschfeld (1871–1945), deutscher Ophthalmologe und Hochschullehrer

### C
- Caspar René Hirschfeld (* 1965), deutscher Komponist und Geiger
- Christian Cay Lorenz Hirschfeld (1742–1792), deutscher Philosoph, Kunsthistoriker und Hochschullehrer
- Claudia Hirschfeld (* 1968), deutsche Organistin

### D
- Dorothea Hirschfeld (1877–1966), deutsche Sozialarbeiterin und Politikerin (SPD)

### E
- Eduard Hirschfeld (1869–1935), deutscher Baumwollkaufmann
- Emil Hirschfeld (Mediziner) (1864–1927), deutscher Arzt und Politiker
- Emil Hirschfeld (1903–1968), deutscher Leichtathlet
- Enrico Hirschfeld (* 1987), deutscher Koch
- Ephraim Joseph Hirschfeld (Ephraim Joseph Hirschel; 1758–1820), deutscher Mystiker, Kabbalist und Freimaurer
- Eugen von Hirschfeld (1784–1811), deutscher Offizier und Freiheitskämpfer

### F
- Felix Victor Birch-Hirschfeld (1842–1899), deutscher Mediziner
- Ferdinand von Hirschfeld (1792–1863), deutscher General der Infanterie
- Franz Hirschfeld (Schriftsteller) (1868–1924), deutscher Lyriker und Dramatiker
- Franz Hirschfeld (Politiker) (1893–1979), deutscher Politiker (SPD), MdA Berlin
- Fritz Hirschfeld (1886–1944), deutscher Jurist und Richter

### G
- Georg Hirschfeld (1873–1942), deutscher Schriftsteller
- Gerald Hirschfeld (1921–2017), US-amerikanischer Kameramann
- Gerhard Hirschfeld (* 1946), deutscher Historiker
- Gordon Hirschfeld, deutscher Basketballspieler
- Gustav Hirschfeld (1847–1895), deutscher Archäologe
- Gustav Hirschfeld (Politiker) (1857–1938), deutscher Politiker

### H
- Hanna Hirschfeld (1884–1964), polnische Pädiaterin, siehe Hanna Hirszfeld
- Hans Hirschfeld (1873–1944), deutscher Hämatologe
- Hans Emil Hirschfeld (1894–1971), deutscher Journalist, Autor, Ministerialbeamter und Politiker
- Hans-Richard Hirschfeld (1900–1988), deutscher Diplomat
- Harald von Hirschfeld (1912–1945), deutscher Generalleutnant
- Hartwig Hirschfeld (1854–1934), britischer Orientalist
- Henriette Hirschfeld-Tiburtius (1834–1911), deutsche Zahnärztin
- Herman Otto Hirschfeld (1912–1980), deutsch-amerikanischer Statistiker
- Hirsch S. Hirschfeld (1812–1884), deutscher Rabbiner

### I
- Imanuel Hirschfeld (* 1977), schwedischer Badmintonspieler

### J
- James Hirschfeld (* 1940), britischer Mathematiker
- Josef Stöckholzer von Hirschfeld (1805–1869), österreichischer Buchdrucker, Buchhändler und Verleger
- Joseph Hirschfeld († 1848), Lehrer und Publizist
- Justine Hirschfeld (* 1966), deutsche Schauspielerin

### K
- Karl von Hirschfeld (1800–1878), preußischer Generalmajor
- Karl Friedrich von Hirschfeld (1747–1818), deutscher General der Infanterie
- Kurt Hirschfeld (1902–1964), deutscher Theaterregisseur und Dramaturg
- Kurt Hirschfeld (Ingenieur) (1902–1994), deutscher Ingenieur und Autor

### L
- Lars Hirschfeld (* 1978), kanadisch-deutscher Fußballspieler
- Leo Jehuda Hirschfeld (1867–1933), deutscher Rabbiner
- Ludwig von Hirschfeld (Journalist) (1830–1916), österreichischer Journalist und Beamter
- Ludwig von Hirschfeld (Diplomat) (1842–1895), deutscher Diplomat und Autor
- Ludwig Hirschfeld (Schriftsteller) (1882–1942/1945), österreichischer Schriftsteller, Journalist und Theaterleiter
- Ludwig Hirschfeld (1884–1954), polnischer Mediziner und Immunologe, siehe Ludwik Hirszfeld
- Ludwig Hirschfeld-Mack (1893–1965), deutscher Maler

### M
- Magnus Hirschfeld (1868–1935), deutscher Arzt und Sexualforscher
- Maik Hirschfeld (1949–2014), deutscher Oldtimersammler und Musiker (Emtidi)
- Mary Hirschfeld, US-amerikanische Wirtschaftswissenschaftlerin und Theologin
- Max Hirschfeld (1860–1944), deutscher Schriftsteller
- Michael Hirschfeld (* 1971), deutscher Historiker
- Moritz von Hirschfeld (1790–1859), deutscher General der Infanterie

### N
- Nurit Hirschfeld (* 1992), Schweizer Schauspielerin

### O
- Otto Hirschfeld (1843–1922), deutscher Althistoriker und Epigraphiker
- Otto Christian von Hirschfeld (1909–1945), deutscher Jurist und Landrat

### P
- Paul Hirschfeld (Publizist) (1860–1911), deutscher Publizist, Redakteur und Schriftsteller
- Paul Hirschfeld (Nationalökonom) (1847–1904), deutscher Nationalökonom und Autor verschiedener Fachbücher über Unternehmen und Wirtschaft
- Paul Oscar Gustav Hirschfeld (1847–1895), deutscher Archäologe, siehe Gustav Hirschfeld
- Peter Hirschfeld (Kunsthistoriker) (1900–1988), deutscher Kunsthistoriker und Denkmalpfleger
- Peter Hirschfeld (Mediziner) (1921–2011), deutscher Mediziner und Mannschaftsarzt von Werder Bremen
- Peter Hirschfeld (Physiker) (* 1957), US-amerikanischer Festkörperphysiker
- Philipp Hirschfeld (1840–1896), deutscher Schachspieler und -theoretiker

### R
- Robert Hirschfeld (1857–1914), österreichischer Musikpädagoge und Musikkritiker
- Ruth Hirschfeld (* 1952), Schweizer Casting-Agentin

### S
- Siegfried Hirschfeld (1937–2022), deutscher Kommunalpolitiker (SED) und Oberbürgermeister von Erfurt
- Stephan Hirschfeld-Skidmore (1878–1955), deutscher Politiker (NSDAP, WdF, GB/BHE)
- Ursula Hirschfeld, deutsche Sprachwissenschaftlerin

### V
- Victor Hirschfeld (1858–1940), österreichischer Librettist und Autor, siehe Victor Léon

### W
- Wilhelm Hirschfeld (1795–1874), deutscher Agrarwissenschaftler
- Wolfgang Hirschfeld (1916–2005), deutscher Funker und Autor

### Y
- Yizhar Hirschfeld (1950–2006), israelischer Archäologe
- Yohana R. Hirschfeld (* 1977), deutsche Malerin und Videokünstlerin